# Боровое (озеро, Харьковская область)
Борово́е (укр. Борове́ о́зеро) — пойменное озеро на Украине, в Змиёвском районе Харьковской области.

## Расположение
Озеро расположено в юго-восточной части Змиевского района, примерно в 60 км от Харькова, на север от села Черкасский Бишкин. 
Котловина озера удлинённой формы, в виде песочных часов, и простирается среди лесного массива (преимущественно сосна) с северо-запада на юго-восток. 
За несколько километров на восток от Борового лежит озеро Лиман.

## Описание
Боровое образовалось на месте старицы реки Северский Донец, которая в настоящее время протекает на несколько километров южнее. Длина озера составляет 1,5 км, ширина 500 м, площадь 0,36 км², максимальная глубина — до 4 м. Восточные берега несколько повышены, западные — низменные. Питается грунтовыми водами и атмосферными осадками. Зимой замерзает. Донные отложения илистые с примесями торфа. Озеро заболачивается, вода в нем по химическим свойствам типично болотная — имеет кислую реакцию и высокое содержание органических соединений. Среди водной растительности — тростник обыкновенный, рогоз узколистный, рдесты и другие.